# Emmy Internacional 1981

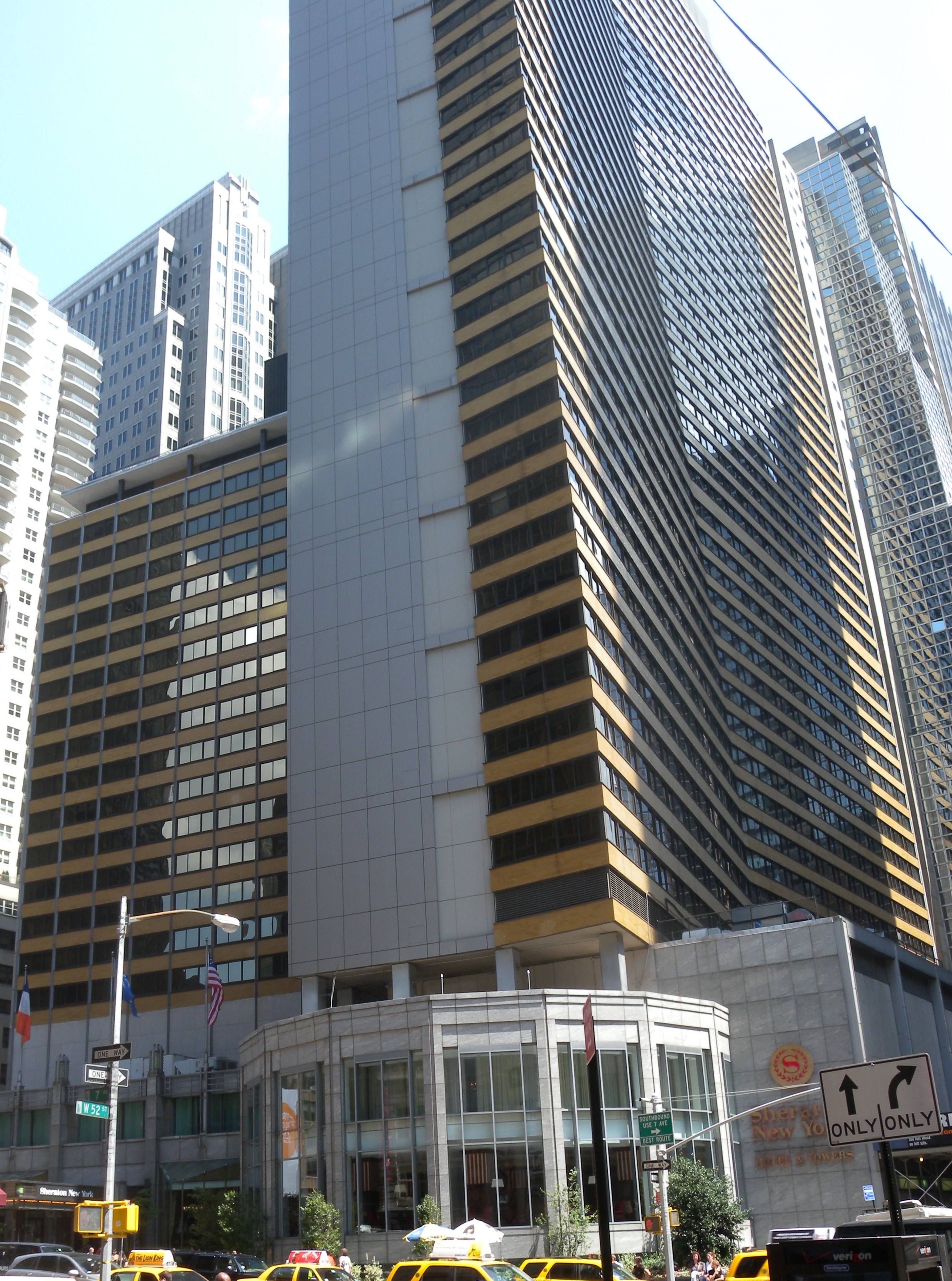
Observando para o leste através da 7ª Avenida ao meio-dia, é possível ver o Sheraton Hotel & Tower

A 9.ª cerimônia de entrega dos International Emmys (ou Emmy Internacional 1981) aconteceu no Hotel Sheraton New York Times Square em 23 de novembro de 1981 na cidade de Nova York, Estados Unidos.

## Cerimônia
A 9.ª cerimônia dos Emmys internacionais aconteceu no Hotel Sheraton New York Times Square na cidade de Nova York. 110 programas de 51 emissoras de 22 países competiam na disputa. O programa de TV australiano, A Town Like Alice venceu na categoria melhor drama, desbancando as minisséries  The Reason of Things da Yorkshire Television, e The Reason of Things da Granada TV. O presidente da rede ABC News, Roone Arledge foi homenageado com um Founders Award por seu trabalho junto a série Wide World of Sports, da ABC. O britânico Sir Huw Wheldon, executivo-chefe da BBC, recebeu prêmio diretoria do conselho.
O especial Sweeney Todd Scenes from the Making of a Musical da London Weekend foi premiado com o Emmy de melhor performance artística. O prêmio de melhor documentário foi para Charter pour l'enfer, da Société Nationale Television (France 2). Neste ano, o Brasil venceu seu primeiro Emmy Internacional para programação, com o musical Vinícius Para Crianças: Arca de Noé, voltado para o público infantojuvenil, o show é baseado no álbum A Arca de Noé, do poeta Vinicius de Moraes.

## Vencedores
| Melhor Drama                               | Melhor Programa de Artes Populares                                                                   |
| ------------------------------------------ | --- |
| - A Town Like Alice (Seven Network)        | - Vinicius para Crianças - Arca de Noé (Rede Globo)                                                  |
| Melhor Documentário                        | Melhor Performance Artística                                                                         |
| - Charter pour l'enfer (France 2)          | - Sweeney Todd Scenes from the Making of a Musical (LWT)                                             |
| Directorate Award                          | Founders Award                                                                                       |
| - Sir Huw Wheldon - (Diretor Geral da BBC) | - Roone Arledge - (Produtor executivo da ABC) - Shaun Sutton - (Chefe da área de dramaturgia da BBC) |